# 2019 EA5
2019 EA5 est un objet transneptunien situé actuellement (2021) à plus de 60 UA.. 